# أندرو كورك
أندرو كورك (14 أكتوبر 1980 في أستراليا - ) (بالإنجليزية: Andrew Crook)‏ هو لاعب كريكت أسترالي.

## وصلات خارجية
- أندرو كورك على موقع إي آس بي آن كريك إنفو (الإنجليزية)